# Milowe
Milowe (ukrainisch Мілове; russisch Меловое Melowoje) ist eine in der Oblast Luhansk gelegene Siedlung städtischen Typs im äußersten Osten der Ukraine an der russisch-ukrainischen Grenze.

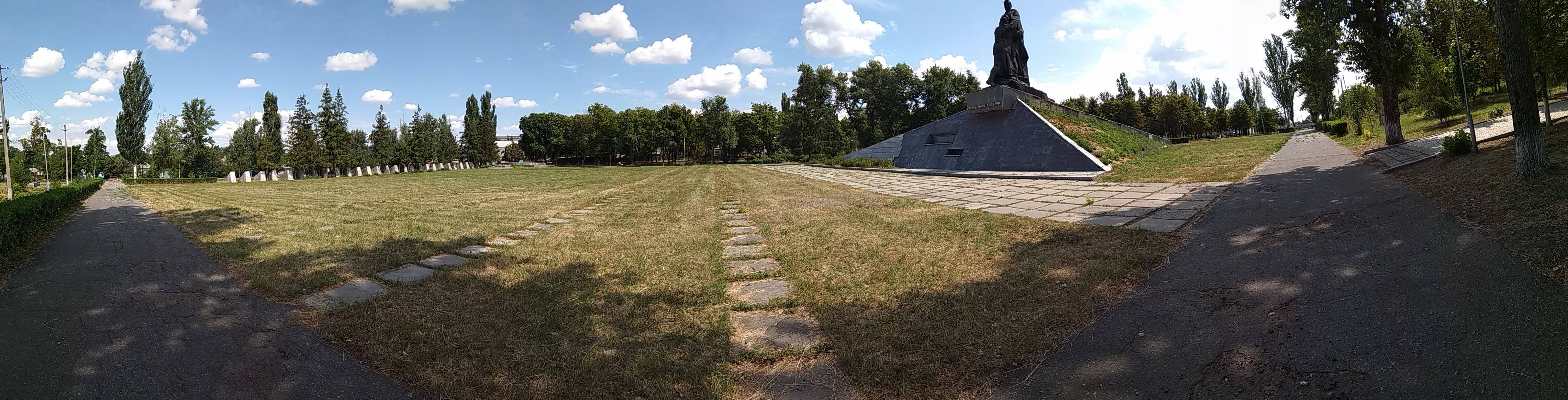
Kriegsgräberstätte im Ort

Der Ort mit etwa 5800 Einwohnern (2017) besitzt einen Grenzübergang zur, in der russischen Oblast Rostow gelegenen, Ortschaft Tschertkowo (russisch: Чертково).
Entlang der «Straße der Freundschaft»  trafen sich auf den beiden Straßenseiten die beiden Länder, und Milowe war aufgrund der vielen russischen Gäste nach Meinung der Bewohner der "reichste Ort der Ukraine". Jeden Herbst hatten die ukrainischen und die russischen Bürger ein Festival zu Ehren der Straße veranstaltet. Nach 2014 sei der Ort nun der "ärmste der Ukraine", nachdem Russland auf der zuvor gefeierten Straße einen Stacheldrahtzaun errichtet hatte.
Der Grenzübergang nach Russland ist der zu den von regierungsfeindlichen Kräften eroberten Gebieten nächstgelegene. Viele Menschen nahmen den Umweg über Russland in Kauf, um in die Ukraine zu gelangen.
Milowe war bis Juli 2020 das Verwaltungszentrum des ehemaligen Rajon Milowe und liegt 140 km nördlich vom Oblastzentrum Luhansk.
Die Ortschaft wurde 1872 im Zuge der Fertigstellung der Eisenbahnstrecke Woronesch–Rostow als Weiler gegründet, ist seit 1924 offiziell ein Dorf und seit 1938 eine Siedlung städtischen Typs.
Die Eisenbahnstrecke der Nordkaukasischen Eisenbahn trennt Milowe von dem russischen Ort Tschertkowo mit dem dort gelegenen Bahnhof.

## Verwaltungsgliederung
Am 12. Juni 2020 wurde die Siedlung zum Zentrum der neugegründeten Siedlungsgemeinde Milowe (Міловська селищна громада/Milowska selyschtschna hromada). Zu dieser zählen auch die 28 in der untenstehenden Tabelle aufgelistetenen Dörfer, bis dahin bildete sie zusammen mit dem Dorf Derkulowe die gleichnamige Siedlungsratsgemeinde Milowe (Міловська селищна рада/Milowska selyschtschna rada) im Osten des Rajons Milowe.
Seit dem 17. Juli 2020 ist sie ein Teil des Rajons Starobilsk.
Folgende Orte sind neben dem Hauptort Milowe Teil der Gemeinde:
| Name                     | Name            | Name                              |
| ukrainisch transkribiert | ukrainisch      | russisch                          |
| ------------------------ | --------------- | --------------------------------- |
| Beresowe                 | Березове        | Берёзовое (Berjosowoje)           |
| Blahodatne               | Благодатне      | Благодатное (Blagodatnoje)        |
| Bondariwka               | Бондарівка      | Бондаревка (Bondarewka)           |
| Chomynske                | Хоминське       | Фоминское (Fomynskoje)            |
| Dibrowa                  | Діброва         | Диброва                           |
| Jarske                   | Ярське          | Ярское (Jarskoje)                 |
| Jasnoprominske           | Яснопромінське  | Яснопроминское (Jasnoprominskoje) |
| Kalmykiwka               | Калмиківка      | Калмыковка (Kalmykowka)           |
| Krynytschne              | Криничне        | Криничное (Krinitschnoje)         |
| Kyrnossowe               | Кирносове       | Кирносово (Kirnossowo)            |
| Morosiwka                | Морозівка       | Морозовка (Morosowka)             |
| Mussijiwka               | Мусіївка        | Мусиевка (Mussijewka)             |
| Mykilske                 | Микільське      | Никольское (Nikolskoje)           |
| Nowomykilske             | Новомикільське  | Новоникольское (Nowonikolskoje)   |
| Nowostrilziwka           | Новострільцівка | Новострельцовка (Nowostrelzowka)  |
| Oleksijiwka              | Олексіївка      | Алексеевка (Alexejewka)           |
| Piwniwka                 | Півнівка        | Пивневка (Piwnewka)               |
| Rannja Sorja             | Рання Зоря      | Ранняя Зоря (Rannjaja Sorja)      |
| Saritschne               | Зарічне         | Заречное (Saretschnoje)           |
| Schelestiwka             | Шелестівка      | Шелестовка (Schelestowka)         |
| Schurawske               | Журавське       | Журавское (Schurawskoje)          |
| Sorykiwka                | Зориківка       | Зориковка (Sorikowka)             |
| Soryniwka                | Зоринівка       | Зориновка (Sorinowka)             |
| Strilziwka               | Стрільцівка     | Стрельцовка (Strelzowka)          |
| Trawnewe                 | Травневе        | Травневое (Trawnewoje)            |
| Welykozk                 | Великоцьк       | Великоцк (Welikozk)               |
| Wodjanolypowe            | Водянолипове    | Водянолиповое (Wodjanolipowoje)   |

## Bevölkerung
| 1959  | 1970  | 1979  | 1989  | 2001  | 2010  | 2017  |
| ----- | ----- | ----- | ----- | ----- | ----- | ----- |
| 4.592 | 5.159 | 5.444 | 5.921 | 5.627 | 5.975 | 5.840 |

Quelle:

## Persönlichkeiten
- Denys Harmasch (* 1990), ukrainischer Fußballspieler